# Alphonse Gasnier-Duparc
Pour les articles homonymes, voir Gasnier et Duparc.
Alphonse Henri Gasnier-Duparc, né à Dol-de-Bretagne le 21 juin 1879 et mort à Saint-Malo le 10 octobre 1945, est un homme politique français, maire de Saint-Malo, sénateur d'Ille-et-Vilaine de 1932 à 1940 et ministre de la Marine.

## Biographie
Alphonse Gasnier-Duparc né à Dol-de-Bretagne d'Alphonse Charles et d'Anne Marie Antoinette Robidou, fait ses études à Saint-Malo puis à la faculté de droit de l'université de Rennes. Il devient par la suite avocat à Saint-Malo, mais également docteur en droit, après avoir soutenu une thèse en 1903 sur la Constitution girondine de 1793. En 1908, il est élu conseiller municipal de Saint-Malo; en 1910, conseiller d'arrondissement;  en 1913, conseiller général ; en 1930, vice-président du Conseil général, qu'il préside de 1935 à 1937. Maire de Saint-Malo du 19 mai 1912 au 3 juillet 1941, il est démis de ses fonctions par Vichy. Il devient le président de la délégation spéciale qui gère la ville détruite à partir de novembre 1944.
À l'élection sénatoriale qui eut lieu le 12 juin 1932, il est élu au second tour par 568 voix contre 534, sur 1 103 votants. Il est réélu aux élections triennales du 12 janvier 1933, où il obtient 563 voix sur 1 103 votants contre 549 à son adversaire. Membre du parti radical-socialiste, il s'inscrit au groupe de la gauche démocratique et il siège au Sénat jusqu'en 1940.
Il est nommé ministre de la Marine dans le premier gouvernement Blum du Front populaire et entre en fonction le 4 juin 1936, avec M. François Blancho comme sous-secrétaire d'État à la Marine de guerre. Après la chute du ministère Blum, en juin 1937, il reprend sa place au Sénat. Il vote le projet de loi constitutionnelle du 10 juillet 1940 accordant les pleins pouvoirs au maréchal Philippe Pétain.
Alors que, le 10 février 1941, l'amiral François Darlan est nommé vice-président du Conseil et ministre secrétaire d'État aux Affaires étrangères et à la Marine, il est nommé par celui-ci au Conseil national. Il en sera, toutefois, révoqué sur plainte des Allemands qui le considéraient trop proche des thèses diffusées sur la radio française de Londres
Il est titulaire de la Légion d'honneur, de la Croix de guerre, du Mérite maritime, du Mérite agricole et des Palmes académiques.
Une place de Saint-Malo porte son nom.
Ami de François Duine, il publia cet éloge dans Le Républicain Malouin du 12 décembre 1924 : « Je n’ai pu lui porter mon adieu à son lit d’agonie. Je n’ai pas osé prendre la parole sur sa tombe. Pourtant mon cœur se refuse à laisser disparaître mon maître vénéré, sans que je lui dise, tout haut, ma reconnaissance inaltérable et infinie. Il est sans doute l’homme que j’ai le plus et le mieux aimé et je lui devais tant. Je chercherais en vain une parcelle de mon âme qui ne fût pas la fille de son esprit. Je me souviens comme s’ils étaient d’hier, du voyage que nous fîmes ensemble à Jersey il y a plus de trente ans, en 1894, et de ce séjour que je prolongeai près de lui au presbytère de Guipel, en 1902. Heures exquises et introuvables qui s’envolaient dans la pleine liberté de la nature et de l’esprit au milieu des moissons et des fleurs et de tous les parfums de la jeunesse et de l’adolescence. C’est là qu’il enseignait la cadence et le rythme, c’est là qu’il me faisait goûter l’enchantement d’un poème, le charme supérieur consolant et classique d’une belle plume française… L’amour de la littérature, de l’Art, l’inquiétude de l’histoire, le respect de la personne humaine, l’horreur de toute injustice, bref tout ce qui fait la joie et la raison de ma vie, c’est lui qui me l’a enseigné. » (cf les "Souvenirs et observations de l'abbé François Duine", note 67, bas de p. 119)

## Sources
- « Alphonse Gasnier-Duparc », dans le Dictionnaire des parlementaires français (1889-1940), sous la direction de Jean Jolly, PUF, 1960 [détail de l’édition]